# Zawlnuam
Zawlnuam là một thị trấn thống kê (census town) của quận Mamit thuộc bang Mizoram, Ấn Độ.

## Nhân khẩu
Theo điều tra dân số năm 2001 của Ấn Độ, Zawlnuam có dân số 3119 người. Phái nam chiếm 52% tổng số dân và phái nữ chiếm 48%. Zawlnuam có tỷ lệ 78% biết đọc biết viết, cao hơn tỷ lệ trung bình toàn quốc là 59,5%: tỷ lệ cho phái nam là 80%, và tỷ lệ cho phái nữ là 76%. Tại Zawlnuam, 15% dân số nhỏ hơn 6 tuổi.